# Richard Ellmann
Richard Ellmann, né le 15 mars 1918 à Highland Park (Michigan) et mort le 13 mai 1987 à Oxford, est un critique littéraire américain, ainsi qu'un biographe connu entre autres pour ses ouvrages sur des auteurs irlandais tels que James Joyce, William Butler Yeats et Oscar Wilde. Sa biographie de Wilde lui a valu le National Book Critics Circle Award et le prix Pulitzer en 1989.
Sa biographie de Joyce (1959) a remporté le National Book Award en 1960 et sa réédition, révisée et augmentée en 1982, lui a valu le prix James Tait Black.

## Publications
En tant qu'auteur
- Yeats: The Man And The Masks (1948; revised edition in 1979)
- The Identity of Yeats (1954; second edition in 1964)
- James Joyce (1959; revised edition in 1982)
- Eminent Domain: Yeats among Wilde, Joyce, Pound, Eliot, and Auden (1970)
- Literary Biography: An Inaugural Lecture Delivered Before the University of Oxford on 4 May 1971 (1971)
- Ulysses on the Liffey (1972)
- Golden Codgers: Biographical Speculations (1976)
- The Consciousness of Joyce (1977)
- James Joyce's hundredth birthday, side and front views: A lecture delivered at the Library of Congress on March 10, 1982 (1982)
- Oscar Wilde at Oxford (1984)
- W.B. Yeats’s Second Puberty; A Lecture Delivered At The Library Of Congress On April 2, 1984 (1985)
- Oscar Wilde (1987) [but see Horst Schroeder: Additions and Corrections to Richard Ellmann's OSCAR WILDE, second edition, revised and enlarged (2002)]
- Four Dubliners: Wilde, Yeats, Joyce, and Beckett (1987)

En tant qu'éditeur
- My Brother's Keeper: James Joyce's Early Years (Stanislaus Joyce; éd. Richard Ellmann, 1958)
- The Critical Writings of James Joyce (éd. Ellsworth Mason and Richard Ellmann, 1959)
- Letters of James Joyce Vol. 2 (éd. Richard Ellmann, 1966)
- Letters of James Joyce Vol. 3 (éd. Richard Ellmann, 1966)
- Giacomo Joyce (James Joyce; éd. Richard Ellmann, 1968)
- Oscar Wilde: a Collection of Critical Essays (éd. Richard Ellmann, 1969)
- The Artist as Critic: Critical Writings of Oscar Wilde (éd. Richard Ellmann, 1970)